# Top 30 Rocódromos S.L.
Top30 Rocódromos S.L. es una multinacional española especializada en la construcción de estructuras para escalada (rocódromos).
En la actualidad y tras su constitución en grupo, e incluyendo las filiales cuenta con 145 trabajadores. La planta de fabricación y sede de la compañía está en el municipio de Gozón (Asturias), aunque cuenta con filiales y oficinas repartidas por todo el mundo.[¿dónde?]

## Historia
La empresa fue fundada en 1992, su principal actividad es el diseño, la fabricación y la instalación de paredes para escalada (rocódromo). 

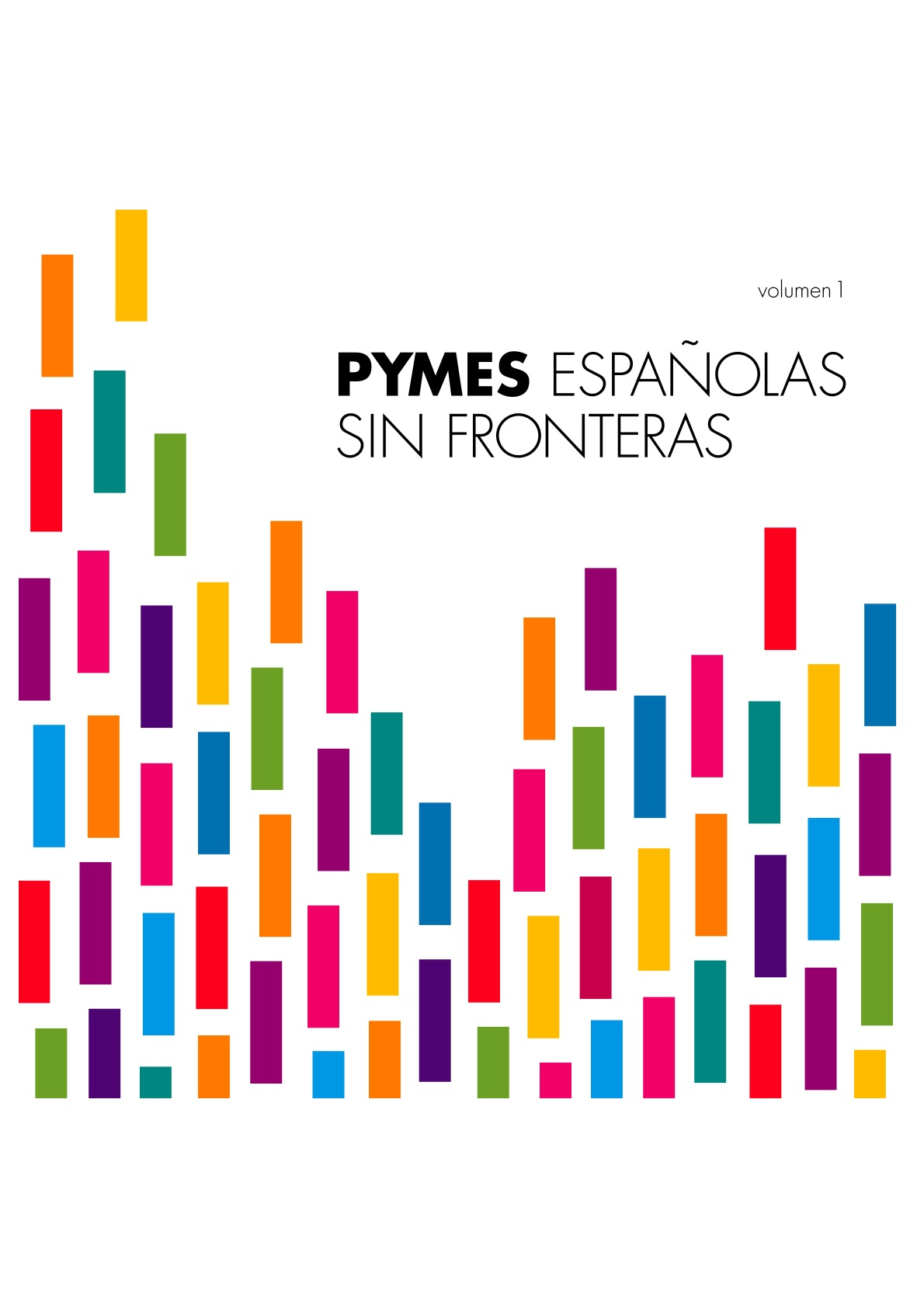

Desde su creación esta empresa asturiana al margen de la fabricación de instalaciones deportivas, ha estado implicada en la organización de competiciones, primero a nivel nacional con la organización de pruebas en España, como la Copa de España de escalada y el Campeonato de España, y posteriormente a nivel internacional con la organización de pruebas de la Copa del Mundo... alcanzando el máximo hito en 2007, año en que Top30 organizó el Campeonato del Mundo de Escalada.
En 2008 ICEX (Instituto Español de Comercio Exterior) seleccionó a Top30 como empresa destacada por su labor en la exportación, incluyéndola en su libro "Pymes Españolas sin Fronteras".

## Diversificación
Desde sus inicios Top30 ha ido desarrollando una política empresarial de reinversión de los beneficios, creando empresas en diferentes sectores productivos.
- Top30 Norge AS: Empresa con sede en Oslo, fue fundada en 2001, tiene la función de introducir los productos de Top30 en Escandinavia, facilitando a los clientes los trámites de importación y dando un servicio más cercano.
- Xtrm S.L: Fundada en 2004 está especializada en realización de eventos y marketing, la compañía cuenta con una plantilla de 70 personas, y entre sus actividades destaca la gestión del Palacio de Los Niños en Oviedo (Asturias).
- Salas de Escalada S.L: Top30 fundó Salas de Escalada en 2005, se trata de una empresa que opera bajo la marca :Climbat y está especializada en la gestión de centros para escalada, cuenta con un centro abierto en Barcelona y en 2010 inauguró un centro de referencia para todo Oriente Medio en Amán (Jordania).
- Fercomposites S.L: Se trata de la última compañía promovida por Top30, una empresa especializada en las aplicaciones del poliéster y la fibra de vidrio para el sector industria.

## Top30 Team
La compañía española inició en 1998 un proyecto de apoyo a deportistas, para permitir su dedicación exclusiva al deporte, a la vez que recibe asesoramiento sobre mejoras en sus productos, ideas, proyectos, entre otros. Algunos de los miembros del Top30 Team están entre los mejores escaladores del mundo como Ramón Julián Puigblanque que en 2007 se proclamó Campeón del Mundo de Escalada, siendo el primer escalador español en conseguirlo, o Yuji Hirayama escalador japonés que forma parte de la historia de la escalada.

## Vídeos
En su trayectoria Top30 ha causado impacto en los medios, al tratarse de un proyecto innovador, promovido por gente joven y con proyección como empresa exportadora. 
- Programa La Fábrica de Ideas en TVE2
- Emprendedores TV
- Canal Youtube de Top30